# Unidad Egoz

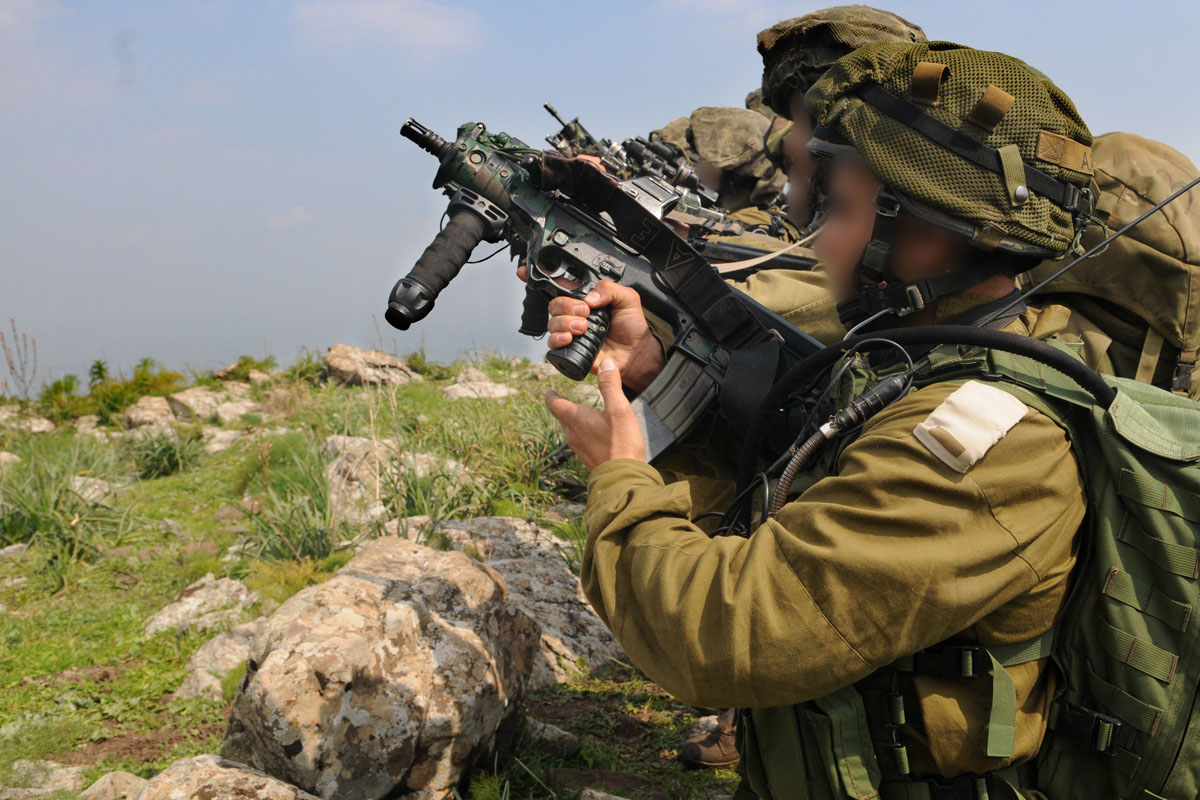
Soldado israelí de la unidad militar Egoz.

La Unidad Egoz es una unidad militar de las fuerzas especiales del ejército israelí, también conocida como Yehidat Egoz (en hebreo: יחידת אגוז) es una unidad de élite de las Fuerzas de Defensa de Israel (FDI) especializada en la guerra de guerrillas y la contrainsurgencia. La unidad Egoz forma parte de la Brigada Oz de las FDI (conocida anteriormente como la brigada de comandos).

## Historia

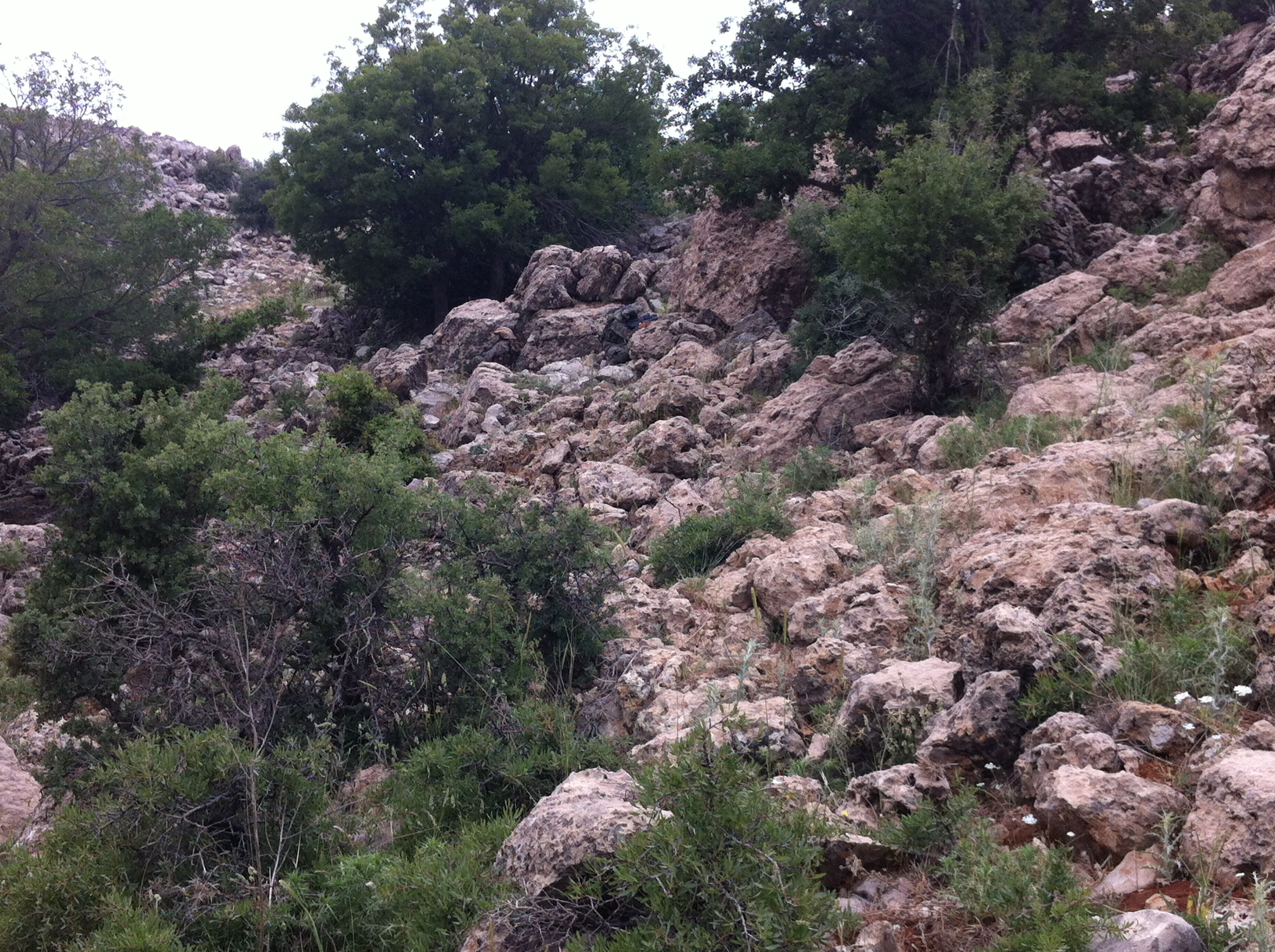
Soldados de la unidad Egoz camuflados en los Altos del Golán.

La unidad Egoz recibió el nombre de la unidad de reconocimiento militar de las fuerzas especiales de 1956 conocida como (Sayeret) Egoz. Tras un incidente de fuego amigo, la unidad Shayetet Egoz fue disuelta, para después volver a ser restaurada en 1964, cuando siguió operando bajo el Mando Norte de las FDI. En 1974 se disolvió una vez más debido a la escasez de personal tras la guerra de Yom Kipur. Egoz fue fundada como una unidad antiguerrilla de las fuerzas especiales israelíes en 1995, para contrarrestar las operaciones de Hezbolá en el Sur de Líbano, Egoz estaba inicialmente formada por una unidad del 5135 Batallón de Reconocimiento de la Brigada paracaidista. El primer comandante de la unidad fue Erez Zuckerman, que pasó gran parte de su carrera militar como soldado y oficial en la unidad de guerra naval israelí conocida como Shayetet 13. Como resultado de ello, gran parte de la disciplina y la táctica militar provienen de la unidad Shayetet 13, estos han sido los cimientos sobre los que se construyó la unidad. Zuckerman dirigió la unidad en una serie de operaciones antiguerrilla en el sur del Líbano que provocaron la muerte de un gran número de militantes de Hezbolá. En septiembre de 1996, Zuckerman comandó una fuerza de la unidad en una operación en la montaña de Sujud. El comando encontró y mató a tres milicianos de Hezbolá, mientras que dos soldados de la unidad Egoz murieron y varios resultaron heridos. A la unidad se le atribuye la muerte de dieciséis guerrilleros en 1996. 
Antes del año 2000, la unidad Egoz operó principalmente en el Líbano, luchando contra la organización chiita libanesa Hezbolá. Tras la retirada de Israel del sur del Líbano, la unidad cambió el foco de sus operaciones hacia Cisjordania y la Franja de Gaza.
En la guerra del Líbano de 2006, cinco agentes de Egoz murieron y seis resultaron heridos en la batalla de Marun al Ras, tras el impacto directo de un misil antitanque 9K11 Maliutka, se calcula que 13 miembros de Hezbolá fueron asesinados por las FDI. En la Operación Margen Protector, tres miembros de la unidad Egoz fueron asesinados durante las operaciones de la unidad en la Franja de Gaza. 
El 21 de julio de 2014, en el barrio de Shuyahiya de la ciudad de Gaza, las fuerzas de la unidad Egoz se enfrentaron y neutralizaron a diez militantes de la organización de resistencia islámica Hamás, incluido uno atentado que hizo detonar un cinturón explosivo. 
El 9 de octubre de 2023, la unidad Egoz operó en el sector fronterizo libanés después de un encuentro con milicianos de Hezbolá. Tras un intercambio de fuego, un comandante de una unidad de la reserva militar, el mayor Gilad Molcho, murió. El 13 de noviembre de 2023, durante una maniobra terrestre de las FDI en la Franja de Gaza, la unidad llevó a cabo batallas en el norte de la Franja, durante las cuales murió un miembro de la unidad, el sargento Itai  Chokham.

## Entrenamiento

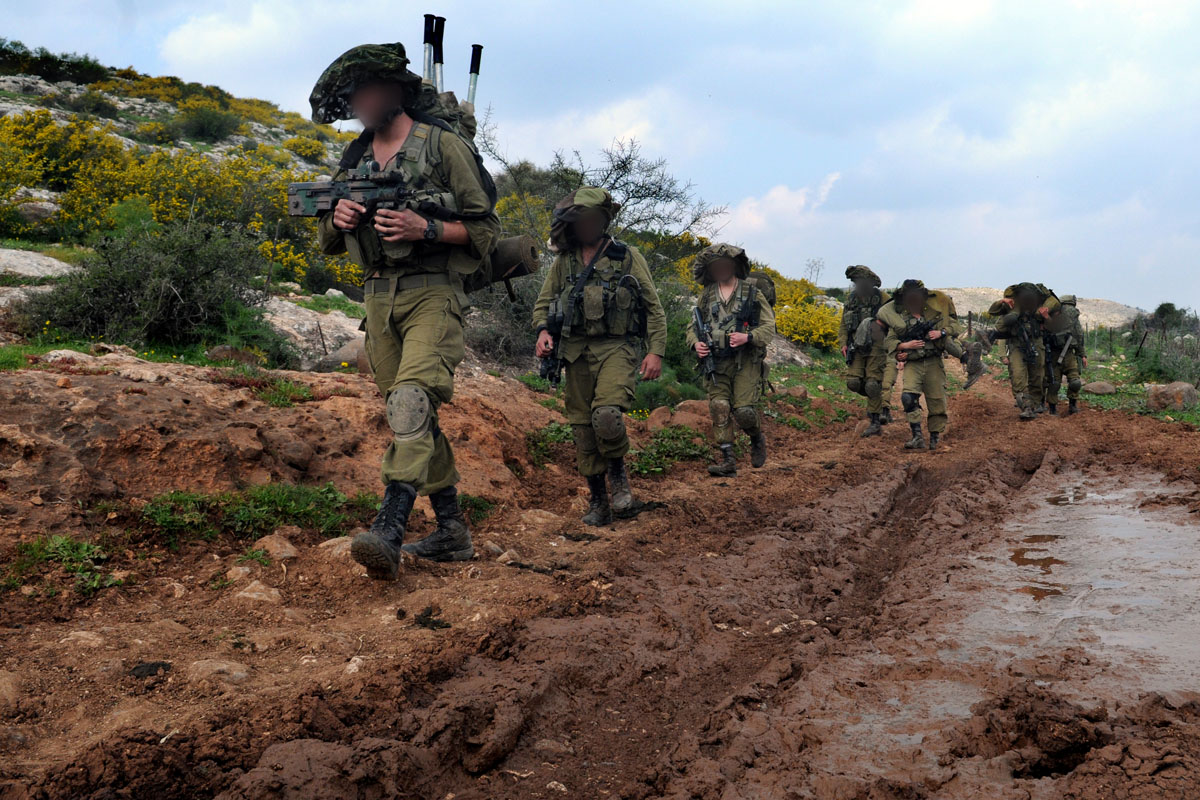
Miembros de la unidad Egoz marchando sobre un terreno con barro.

Los reclutas de Egoz se someten a un entrenamiento básico y avanzado de infantería con la Brigada Golani. Entonces, los reclutas de la unidad comienzan un intenso programa de entrenamiento de 16 meses para convertirse en operadores de las fuerzas especiales de Egoz. En uno de los regímenes de entrenamiento más rigurosos y exigentes físicamente de las Fuerzas de Defensa de Israel, Egoz prepara a sus soldados para operaciones en múltiples entornos en Israel y los territorios palestinos como Cisjordania y la Franja de Gaza o tras las líneas enemigas en Líbano y Siria.

## Misiones

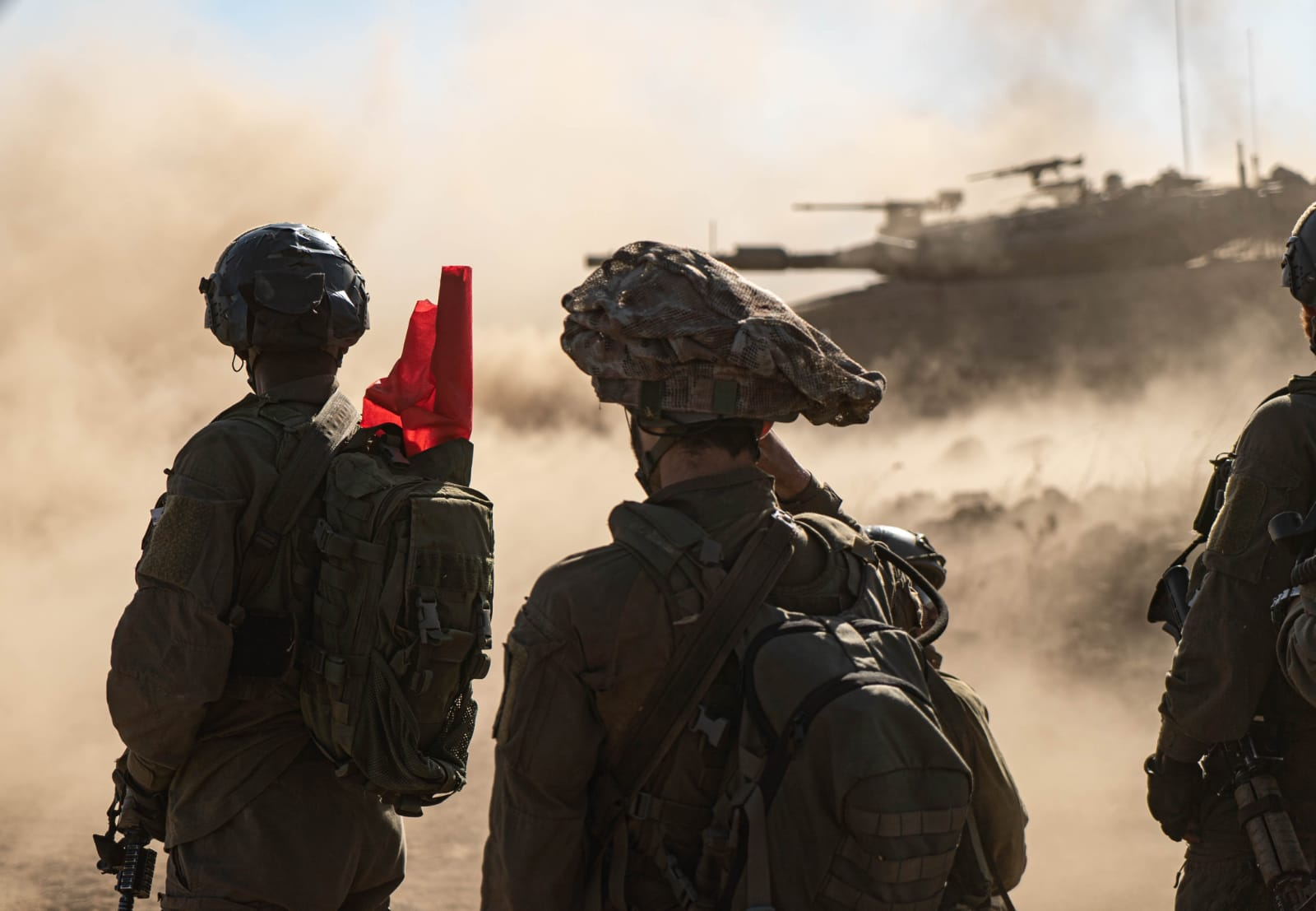
Soldados de la unidad Egoz.

Egoz es una unidad flexible y altamente entrenada que se encarga de múltiples misiones que incluyen la guerra asimétrica, el reconocimiento militar, la acción directa, la lucha contra el terrorismo y las operaciones especiales. Las misiones de la unidad Egoz se ejecutan en pequeños equipos y están altamente clasificadas. Las FDI no revelan información sobre la unidad militar Egoz, ni sobre las operaciones en las que participa.